# قره‌سقال (کردامیر)
قره‌سقال (به لاتین: Qarasaqqal) یک منطقه مسکونی در جمهوری آذربایجان است که در شهرستان کردامیر واقع شده است. قره‌سقال ۱۷۶۱ نفر جمعیت دارد.